# Перша російсько-чеченська війна
Перша російсько-чеченська війна (чеч. Дуьххьара нохчи-оьрсийн тӀом) або Пе́рша чече́нська війна́ (рос. Пе́рвая чече́нская война́), в Росії також відома як Перша чеченська кампанія (рос. Пе́рвая чече́нская кампа́ния) або з офіційної російської точки зору як Збройний конфлікт у Чеченській Республіці та на прилеглих до неї територіях Російської Федерації (рос. Вооружённый конфликт в Чеченской Республике и на прилегающих к ней территориях Российской Федерации) — військовий конфлікт між Російською Федерацією та Чеченською Республікою Ічкерією, що відбувався переважно на території Чечні у період з 1994 року по 1996 рік. Результатом конфлікту стала перемога чеченських збройних сил та виведення російських військ, масові руйнування, жертви та збереження Чечнею незалежності.

## Причини
Конфлікт полягав у прагненні Росії приєднати до себе Чеченську Республіку Ічкерію, яка завдяки прийнятому в СРСР у 1990 році закону про зрівнювання прав союзних та автономних республік отримала можливість з дотриманням усіх законодавчих норм та Конституції СРСР реалізувати своє конституційне право на вихід зі складу СРСР.
Це здійснювалось, спираючись на Закон СРСР «Про порядок вирішення питань, пов'язаних з виходом союзної республіки з СРСР», у третій статті якого забезпечувалось право автономних утворень на вихід зі складу СРСР чи своєї союзної республіки. Ці дії не тільки не були оскаржені і скасовані урядами СРСР та РРФСР, а й були визнані та офіційно затверджені ними. Таким чином, Чеченська Республіка Ічкерія, дотримавшись законів, стала легітимною незалежною державою і була частково визнаною державою, яку тоді визнали Афганістан та Грузія.
Тож напад Росії на Чеченську республіку можна вважати з такої позиції актом агресії проти незалежної держави та порушенням норм міжнародного права. Російська сторона звинувачувала чеченське керівництво на чолі із Джохаром Дудаєвим в ескалації конфлікту, попри постійні пропозиції останнього вести перемовний процес, також новостворена Російська Федерація де-юре не визнавала незалежність Чеченської Республіки. Перша чеченська війна стала одним з наймасштабніших збройних конфліктів у новітній історії, а битва за Грозний стала найбільшою битвою в Європі з часів закінчення Другої світової війни.
Внаслідок бойових дій велика кількість чеченських населених пунктів була зруйнована, під час війни загинуло близько 120 тис. чеченських жителів, значна частина з яких — діти. Близько 200 тис. було поранено. Також майже половина населення Чечні стала біженцями.
У ході війни російськими військами проводилися як цілеспрямовані масові вбивства, винищення і геноцид етнічних чеченців, так і винищення як результат способу ведення бойових дій російськими військами (зокрема масованим авіабомбуванням та артобстрілам внаслідок яких наприклад місто Аргун та столиця Чечні — місто Грозний були майже повністю зруйновані) який також часто був спрямований на винищення мирних чеченців, а іноді просто був неадекватним застосуванням сили і не зважав на втрати серед цивільних, що їх вони зазнають внаслідок військових операцій.
Російська сторона заявляла про факти геноциду російського населення в Чечні, що за твердженням її офіційних представників було одним з приводів конфлікту. Офіційно російською стороною конфлікт називався «заходами щодо підтримання конституційного порядку».

## Історія конфлікту
Чеченці є автохтонами своєї землі (про пращурів сучасних чеченців та інгушів згадують ще вірменські джерела VII століття). Чеченці є найчисельнішим народом Північного Кавказу та одним з найбільших у всьому кавказькому регіоні (за чисельністю поступаються лише грузинам, вірменам та азербайджанцям). Наприкінці ХХ століття на Кавказі чеченці становили майже мільйон осіб.

### Кавказька війна 1817—1864

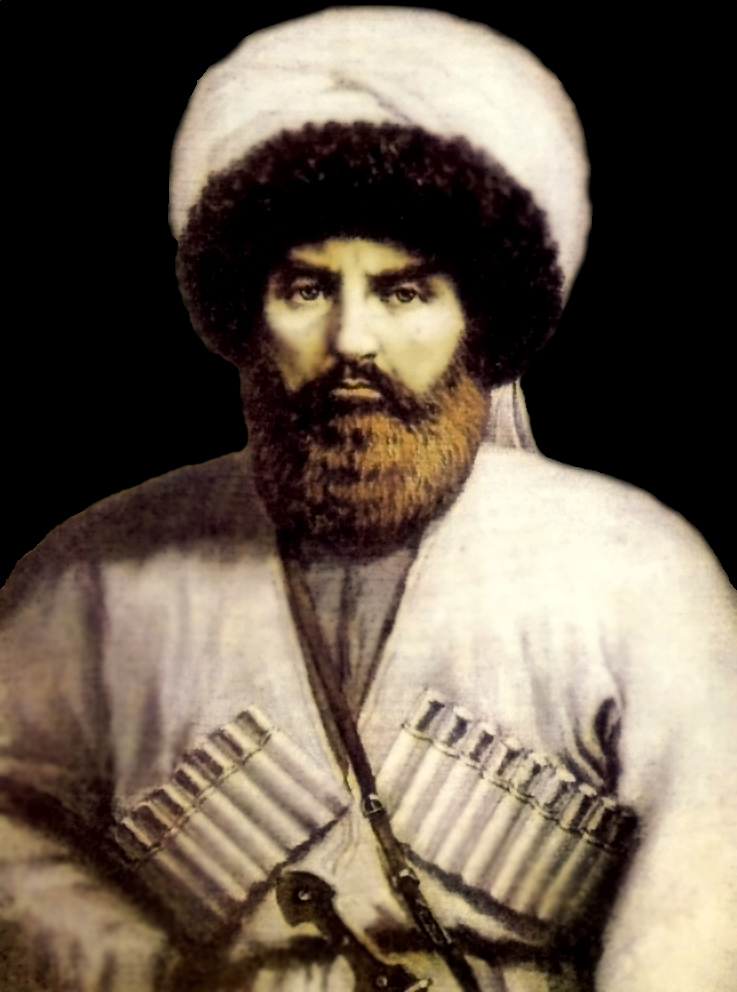
Імам Шаміль

Вперше Росія вдерлася в межі Чечні на початку XVIII ст. в часи царювання Петра І. В кінці століття Росією були здійснені перші акти геноциду проти чеченців: тоді відбулись спроби масових переселень корінного чеченського населення та масові вбивства і винищення чеченців. Однак повномасштабна агресія розпочалася в ході Кавказької війни 1817—1864 років.
Тоді після приєднання Грузії до Російської імперії між Росією та Грузією утворився анклав з двох кавказьких, переважно мусульманських держав. На північному сході Кавказу розташовувалась перша — адигська (черкеська) держава. Адиги (черкеси) — корінний народ Кавказу, який російська шовіністична влада у Російській імперії, Радянському Союзі, а тепер і в Російській Федерації штучно намагалась розділити на окремі етноси (черкесів, адигейців, кабардинців, шапсугів та інших) задля його послаблення. Натомість адиги розмовляють єдиною адигською мовою та використовують спільну самоназву — адиге. Адигська держава займала територію майже від узбережжя Чорного моря до кордонів сучасної Інгушетії.

Друга держава була розташована на заході Північного Кавказу де проживали споріднені Нахсько-дагестанські народи, що складались з вайнахів (чеченців та інгушів) та дагестанців. Ця держава включала території сучасних Інгушетії, Чечні та Дагестану і була об'єднана в єдиний Імамат. Внаслідок кривавої варварської війни більшість корінного населення Північного Кавказу була знищена. Зокрема були повністю знищені цілі народи та більшість адигів (черкесів) та чеченців. Після війни відбулося масове переселення (добровільне й примусове) більшості адигів (черкесів) та деяких інших народів в мусульманські країни, переважно в Туреччину. Тривалий час командувачем російських військ на Кавказі був Олексій Петрович Єрмолов, який прославився своєю жорстокістю і кровожерливістю. Йому зокрема належить такий вислів: 
|  | "Я не заспокоюсь до тих пір, поки не залишиться в живих жодного чеченця" |

Ці слова були вибиті на бронзовому пам'ятнику Єрмолову встановленому у Грозному у 1949 році, вже після депортації чеченців 1944 року. В ході кавказької війни, внаслідок політики жорстокого винищення, загинуло близько трьох чвертей всіх чеченців. Натомість російська армія втратила у цій війні близько 500.000 солдатів. Зрештою незважаючи на відчайдушний спротив народів Кавказу (що особливо затятим був у Чечні та Дагестані), який очолив видатний полководець та політик Шаміль, території північнокавказьких держав все ж були загарбані Росією.
Масові депортації чеченців переважно в Сибір розпочалися ще у 1792 році і не припинялись ні в ході Кавказької війни ні після її завершення. Одна з наймасштабніших депортацій відбулася після придушення Аргунського повстання у 1864–1865 роках. Пізніше масштабна висилка продовжилась після Повстання в Чечні та Дагестані 1877-1878 років. Висилки чеченців продовжила вже радянська влада в ході репресій 1920-1930-х років, після ліквідації Горської Республіки (незалежної держави створеної на території Чечні, Інгушетії та Дагестану, яку визнали Туреччина, Австро-Угорщина, Німеччина, Азербайджан та Грузія), а згодом і після ліквідації Горської АРСР та створення Чеченської автономної області, а пізніше і Чечено-Інгуської АРСР. Однак партизанська боротьба чеченців за свою свободу активно тривала аж до 1938 року.

### Кавказька війна у творчості Тараса Шевченка
До проблематики Кавказької війни звертався у своїй творчості і Тарас Шевченко, який ведучи боротьбу за визволення українського народу з-під російського гніту переймався також і долею інших поневолених Російською імперією народів. Зокрема у своїй поемі «Кавказ» [Архівовано 22 вересня 2009 у Wayback Machine.] він промовляє до кавказьких горців такими словами:
|  | "І вам слава, сині гори, Кригою окуті. І вам, лицарі великі, Богом не забуті. Борітеся – поборете, Вам бог помагає! За вас правда, за вас сила І воля святая!" |

### Повстання у Чечні 1940—1944
Масовий терор 1930-х років під час якого в Чечено-Інгушетії були заарештовані понад 10 тисяч осіб і знищені майже всі керівники від районного до республіканського рівня призвів до масштабного антирадянського повстання, яке очолив чеченський письменник та журналіст Хасан Ісраїлов. Перша стадія повстання розпочалась після фінського успіху в Зимовій війні, ще в той час коли Сталін і Гітлер були союзниками. У лютому 1940 бунтівна армія Ісраїлова узяла Галанчож, Саясан, Чаберлой і частину Шатойського району. Бунтівний уряд був встановлений в аулі Галанчож. Маїрбек Шеріпов оголосив війну СРСР 22 червня 1941 року.
В лютому 1942 його загін атакував Шатой, Хімох, Ітум-Кале. Пізніше частини Шеріпова об'єдналися з армією Ісраїлова. В сусідньому Дагестані бунтівники також атакували Новолакську і Ділім. У деяких областях аж до 80 % з чоловіків були залучені до повстання. Відомо, що Радянський Союз використовував бомбардувальники проти бунтівників, викликавши втрати перш за все серед цивільного населення. Повстання провокувало багатьох чеченських і інгушських солдатів дезертирувати з лав Червоної Армії.
Деякі джерела стверджують, що кількість дезертирів серед горців сягнуло 62.750, перевищивши кількість горців в Червоній Армії. Відступ німецьких військ, які так і не дійшли до Чечні, поховав надії на розгром Радянського Союзу та отримання незалежності чеченцями та іншими народами Кавказу, повстання захлинулося у 1944 році, однак опір в горах тривав до осені 1947 і останній бунтівник був вбитий тільки в 1976 у віці 70 років.

### Депортація чеченців у 1944 році

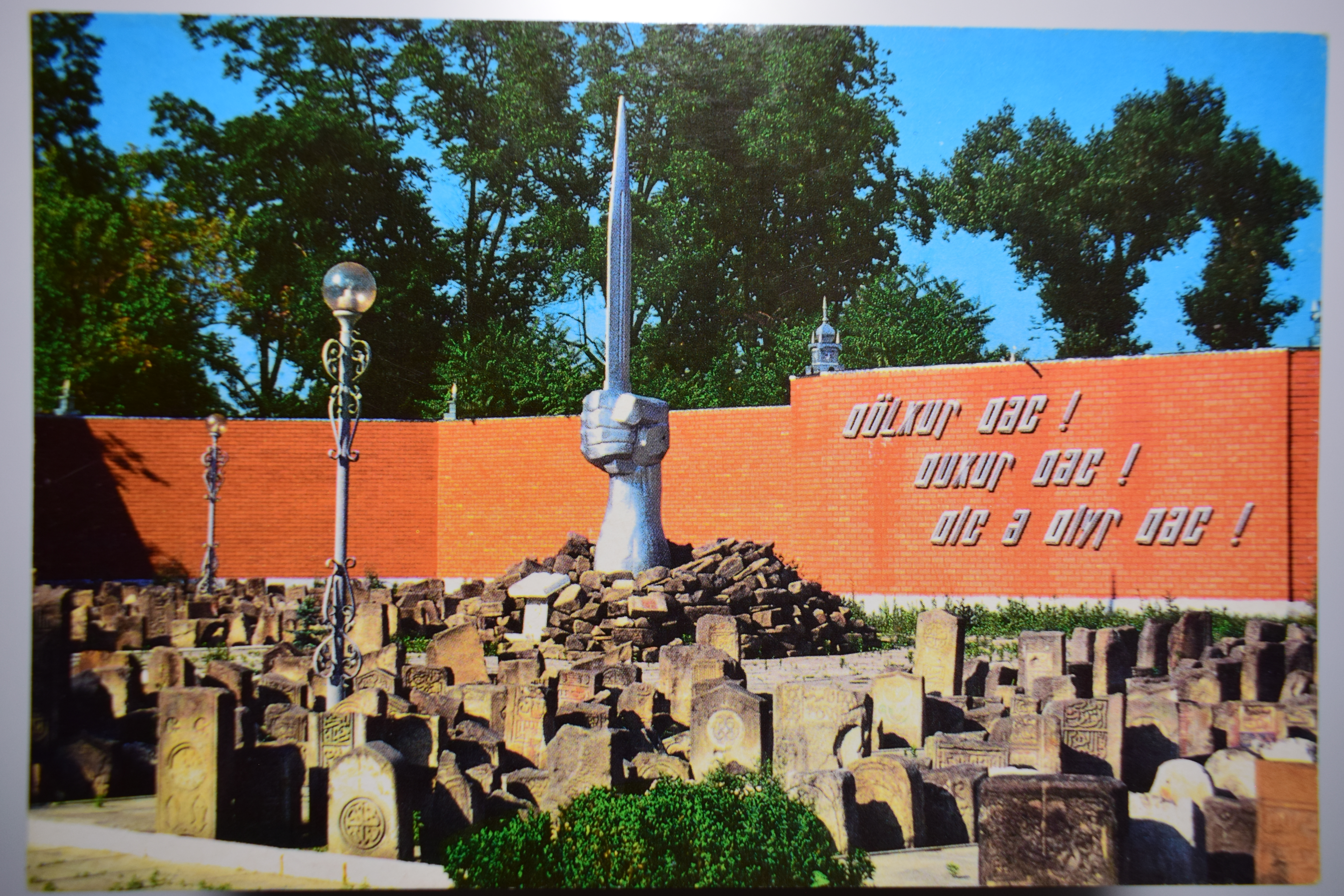
Меморіал жертвам депортації чеченців та інгушів 1944 року в Грозному

Як покарання за повстання Сталіним було ухвалено рішення про висилку всіх осіб вайнахської народності (чеченців та інгушів), що разом складали майже пів мільйона людей, до Казахстану та Киргизії. З 23 лютого 1944 року протягом трьох днів була проведена військова операція по виселенню, для якої було залучено близько 200 тис. солдат та офіцерів Червоної Армії та НКВС. Командував операцією особисто Лаврентій Берія, що для цього спеціально прибув до Чечено-Інгушетії.
В ході операції багато людей з віддалених районів було страчено через ускладнення їхнього транспортування. Страчувались також особи, транспортування яких утруднювалось через їхній вік або стан здоров'я: зокрема були проведені масові вбивства літніх людей, дітей, вагітних жінок та жінок, що мали маленьких дітей. Протягом лише одного дня було вбито до 12.000 людей. На озері Галанчож було розстріляно 5.000 людей. В селищі Хайбах було заживо спалено близько 700 людей, переважно літніх людей, жінок, дітей, калік та хворих.
На шляху до Середньої Азії та Сибіру трагедія продовжилась: розміщені в арештантських вагонах люди протягом тижнів і навіть місяців подорожі не отримували їжі, води та медичної допомоги у переповнених вагонах. В результаті серед депортованих спалахнула епідемія тифу, що викликала численні жертви. Загалом в результаті депортації загинуло до 70 % усіх чеченців та інгушів.

Зруйнований Меморіал жертвам депортації 1944 року

Чеченці та інгуші змогли розпочати повернення додому лише після смерті Сталіна у 1957 році. Однак російське населення, яке було переселено в Чечню та Інгушетію на місце висланих чеченців та інгушів намагалось чинити поверненню активний спротив, що призвело до масових безладів у Грозному 26—27 серпня 1958 року, які були організовані російськими шовіністами та націоналістами, внаслідок чого були захоплені місцеві органи влади, влаштовані побиття представників місцевої влади, побиття та вбивства чеченців. Організатори заворушень навіть спробували здійснити збройний заколот. Тож повернення чеченців та інгушів затягнулось до 1959 року.
Згідно з Гаазькою конвенцією 1907 року та згідно з Конвенцією ООН про запобігання геноциду примусове переселення вважається геноцидом. Відповідно до цього Європарламент визнав депортацію чеченців та інгушів геноцидом у 2004 році.
В столиці Чечні — Грозному був встановлений Меморіал жертвам депортації чеченців та інгушів 1944 року. Однак він був зруйнований ставлеником російської влади Рамзаном Кадировим у 2008 році, який паплюжачи пам'ять жертв геноциду, свого часу цинічно заявив, що чеченський народ має відзначати приємні, а не жалобні дати, зокрема дату повернення народу додому.

## Створення незалежної Чеченської держави 1989—1991

Президенти Чеченської Республіки Ічкерія — перший — Джохар Дудаєв (у центрі), другий — Зелімхан Яндарбієв (ліворуч) і третій — Аслан Масхадов (праворуч).

1991 року після декларації про державний суверенітет, Чечено-Інгушська АРСР була трансформована в союзну республіку у складі СРСР ставши шістнадцятою союзною республікою в його складі. Це здійснювалось з огляду на прийнятий Верховною Радою СРСР 9 квітня 1990 року закон «Про порядок розв'язання питань, пов'язаних з виходом союзної республіки з СРСР», в третій статті якого були такі слова: «В союзній республіці, що має у своєму складі автономні республіки, автономні області та автономні округи, референдум проводиться окремо по кожній автономії. За народами автономних республік і автономних утворень зберігається право на самостійне вирішення питання про перебування в Союзі РСР чи в союзній республіці, що виходить, а також на постановку питання про свій державно-правовий статус».
Ці рішення були визнані і затверджені урядами СРСР та РРФСР. Згодом парламент Росії пішов на розділ Чечено-Інгушетії, хоч проти цього виступала не тільки переважна частина інгушів, а й близько 40 % чеченців. Багато аналітиків схильні вбачати в цьому рішенні намір зіштовхнути дуже близькі народи — інгушів з чеченцями, між якими віднині проходить кордон. Адже досі вони жили упереміш. Згодом Чеченська республіка, дотримуючись законів та Конституції СРСР, реалізувала своє конституційне право на вихід зі складу СРСР, ставши незалежною державою. Після цього Чеченська республіка стала першою державою (з числа держав Варшавського договору та колишніх радянських республік), яка уклала угоду з РРФСР про виведення російських (колишніх радянських) військ зі своєї території і повністю вивела їх. Цими діями Росія юридично визнала незалежність Чеченської республіки.

### Хронологія основних подій

Мітинг у Шалі

- 23 листопада — 25 листопада 1990 року в Грозному відбувся перший Чеченський національний з'їзд, який оголосив державний суверенітет Чеченської Республіки.
- 27 листопада 1990 року Верховна Рада Чечено-Інгуської АРСР, спираючись на рішення першого з'їзду чеченського народу, прийняла Декларацію про державний суверенітет Чечено-Інгуської Республіки.
- 15 травня 1991 року — Верховна Рада Чечено-Інгуської АРСР оголосила про створення Чечено-Інгуської Республіки у складі СРСР.
- 17 травня 1991 року — Верховна Рада Чечено-Інгуської Республіки, враховуючи прийняття закону «Про реабілітацію репресованих народів», схвалила проєкт союзного договору. Таким чином Чечено-Інгушетія стала рівноправним учасником союзного договору і перетворилась на шістнадцяту союзну республіку у його складі. Цей акт було визнано і схвалено урядами СРСР та РРФСР.Мітинг у Шалі
- червень 1991 року — Чеченський національний з'їзд було перетворено на Загальнонаціональний конгрес чеченського народу (ЗКЧН). Головою виконавчого комітету став Джохар Дудаєв.
- 1 вересня 1991 року виконавчий комітет ЗКЧН постановив розпустити Верховну Раду Чечено-Інгуської республіки.
- 6 вересня 1991 року прихильники Дудаєва взяли штурмом будівлю ВР ЧІР. Депутати, що чинили спротив, загинули, голову міськради Грозного Віталія Куценка вбито. Цей день оголошено Днем відновлення державної незалежності чеченського народу.
- 15 вересня 1991 року депутати Інгушетії всіх рівнів приймають на своєму з'їзді декларацію про створення Інгуської республіки у складі РРФСР.
- 27 жовтня 1991 року за участі міжнародних спостерігачів пройшли президентські та парламентські вибори у Чеченській республіці. В результаті виборів, які були визнані міжнародними спостерігачами з 27 країн, Президентом Чеченської республіки було обрано Джохара Дудаєва.
- 1 листопада 1991 року обраний Президент ЧР Джохар Дудаєв видав свій перший указ — «про оголошення державного суверенітету Чеченської республіки».
- 27 листопада 1991 року Президент ЧР, Верховний Головнокомандувач ЗС ЧР Джохар Дудаєв видав указ про націоналізацію озброєнь та техніки військових частин ЗС СРСР, що розміщувались на території ЧР.
- 12 березня 1992 року Парламентом ЧР була прийнята Конституція Чеченської Республіки, яка юридично закріпила державну незалежність чеченського народу.
- 13 березня 1992 року Верховна Рада Республіки Грузія прийняла акт про визнання незалежності Чеченської республіки.
- 26 травня 1992 року Чеченська республіка підписала міжурядову угоду з РРФСР про повне виведення російських (колишніх радянських) військ з території ЧР. Цим договором РРФСР юридично визнала незалежність Чеченської держави.
- 7 липня 1992 року останній російський солдат залишив територію ЧР. Таким чином, Чеченська республіка стала першою державою колишнього СРСР та Варшавського Договору, з території якої були виведені всі російські (радянські) окупаційні війська.

## Ескалація конфлікту 1991—1994
Чеченська республіка вийшла зі складу СРСР дотримуючись процедури виходу та Конституції СРСР. Однак попри це, та на те, що урядами СРСР, РРФСР та РФ ці дії були визнані і затверджені, Російська Федерація вирішила не зважати на норми міжнародного права і на власне законодавство (оскільки, хоча Росія з розпадом СРСР і втратила більшу частину своєї військової та економічної могутності, вона все ж була визнана спадкоємницею Радянського Союзу). Оговтавшись від політичної кризи в країні з кінця 1993 року, російські спецслужби починають нарощувати вплив на вище керівництво держави, та починають активно втручатись у справи незалежних держав сусідів (колишніх республік СРСР)[джерело?]. Стосовно Чеченської республіки здійснюється намагання приєднати її до РФ.

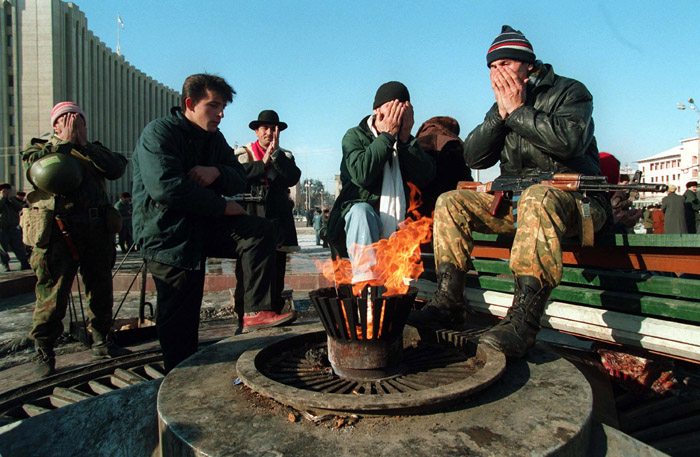
Озброєні прихильники Джохара Дудаєва моляться біля Президентського палацу в Грозному

 Була встановлена транспортна і фінансова блокада Чечні, що призвело до колапсу чеченської економіки та швидкого зубожіння чеченського населення. Після цього російськими спецслужбами розпочалася операція по розпалюванні внутрішньо-чеченського збройного конфлікту. Сили антидудаєвської опозиції проходили підготовку на російських воєнних базах та постачалися озброєнням. Однак, хоч антидудаєвські сили і приймали російську допомогу, їхні керівники заявляли, що збройне протистояння в Чечні є внутрішньо-чеченською справою і в разі російського військового втручання вони забудуть свої протиріччя і разом з Дудаєвим захищатимуть чеченську незалежність.
Розпалювання братовбивчої війни, до того ж, не вкладалось в менталітет чеченського народу і суперечило його національним традиціям, тому незважаючи на військову допомогу з боку Москви і жагуче бажання лідерів чеченської опозиції на російських багнетах дорватися до влади в Грозному, збройне протистояння поміж чеченцями так і не досягло бажаного рівня інтенсивності, і російське керівництво ухвалило рішення на необхідність власне російської військової операції в Чечні, яка перетворювалась у непросту задачу, враховуючи той факт, що радянською армією у Чеченській республіці було залишено суттєвий військовий арсенал (42 танки, 90 одиниць іншої бронетехніки, 150 гармат, 18 установок «Град», кількасот навчальних літаків, зенітні, ракетні та переносні засоби ППО, величезна кількість протитанкових засобів, стрілецької зброї та боєприпасів до неї). Чеченці також створили власну регулярну армію та розпочали випуск власного автомата — «Борз»

### Хронологія основних подій

Військовий парад чеченських збройних сил у Грозному в грудні 1994 року за кілька днів до російського вторгнення

- На початку листопада 1992 року суперечка за прикордонний район (населений інгушами, приєднаний до Північної Осетії внаслідок депортації чеченців та інгушів і не повернутий Інгушетії згодом) призвела до збройного конфлікту між Інгушетією та Північною Осетією (див.Військовий парад чеченських збройних сил у Грозному в грудні 1994 року за кілька днів до російського вторгнення Осетино-Інгушський конфлікт). Росія, що ввела свої війська до регіону відкрито стала на бік осетин. На це болісно відреагували в Чечні (чеченці разом з інгушами належать до єдиного народу — вайнахів). Також в Чеченській республіці вважали, що російський уряд просто скористався можливістю ввести війська до прикордонного з Чечнею регіону, збираючись використати Інгушетію як плацдарм для майбутнього військового наступу на Чечню.
- 30 вересня 1994 року російська армійська авіація розпочала обстріли території Чеченської республіки.
- 26 листопада 1994 року відбулась невдала спроба захоплення Грозного силами антидудаєвської опозиції. Після розгрому антидудаєвських сил в полон потрапило багато російських солдатів і офіцерів, які як з'ясувалося, були завербовані Федеральною Службою Контррозвідки РФ для участі в бойових діях в Чечні, оскільки російські спецслужби мали на меті здійснити захоплення Чечні чеченськими військовими формуваннями так, щоб це виглядало як внутрішньо-чеченське протистояння, а не зовнішнє загарбання. Попри те, що пізніше участь у цих подіях російських військових була доведена документально, тодішній міністр оборони РФ — Павло Грачов заперечував участь російських збройних сил у невдалому штурмі Грозного. Грачов також зазначив, що якби у цих подіях брала участь російська армія — Грозний був би захоплений силами одного парашутно-десантного полку протягом двох годин[28].
- 30 листопада 1994 року Борис Єльцин підписав указ про необхідність проведення військової операції в Чеченській республіці.

## Війна

### Бойові дії у 1994 році
Планом проведення операції, що не дістала назви, передбачалось до 9 грудня блокувати Грозний, до 13 грудня повністю його захопити, а до 19 грудня взяти під контроль всю територію Чечні, розраховуючи на ефект залякування. Проте на практиці все вийшло інакше — російська армія зазнала перших втрат ще за межами Чеченської республіки, а бої розгорілися далеко від Грозного. Приступити ж до штурму чеченської столиці росіяни змогли лише в новорічну ніч 31 грудня. З 1 грудня 1994 року розпочалися масовані килимові бомбардування Чечні, що викликали великі жертви серед мирного населення. А вже 11 грудня російська армія трьома напрямками (з Інгушетії, Дагестану, та Ставропольського краю) рушила в напрямку чеченської столиці — Грозного. Війська, що рухались в напрямку Моздок — Грозний досить швидко і без перешкод пройшли через північні райони Чечні, які контролювались чеченською опозицією. Однак вже наступного дня, 12 грудня, коли вони вже знаходились на відстані 10 км від м. Грозного поблизу селища Долинське, вони вперше були обстріляні установкою «Град», вогнем якої було вбито за різними даними від 6 до 21 військовослужбовця і спалено 10 одиниць бронетехніки. Після цієї сутички російське угрупування зупинилось, окопалось і перейшло до оборони по лінії Долинський-Первомайська-Петропавлівська. Внаслідок жорстоких боїв, що розгорнулися в ході битви за Долинське, загинули сотні російських солдатів. Колона, що рухалась із заходу з боку Інгушетії була блокована місцевими жителями та обстріляна поблизу села Барсуки (Інгушетія), що призвело до втрат убитими серед росіян. Російські війська відкрили вогонь по інгушському населенню. Поки колона рухалась по території Інгушетії, вона втратила 28 одиниць військової бронетехніки. Колона, яка рухалась зі сходу з боку Дагестану, була зупинена на кордоні з Чечнею місцевим населенням, цілі групи військовослужбовців були взяті в полон. З цього напрямку російським військам так і не вдалося увійти на територію Чечні. Отже, до особливостей періоду початку кампанії слід віднести ту обставину, що російські війська зазнали великих втрат ще на підступах не лише до Грозного, а й до самої Чечні. Досить вдало проти них спрацювала згуртованість закавказьких народів: інгушів, чеченців, дагестанців та організовані дії чеченських командирів. На такій згуртованості населення була побудована тактика бойових дій урядових загонів Д. Дудаєва в перший період компанії. Ця тактика полягала в тому, що колони російських військ зупинялись і блокувались цивільним населенням, а потім по військам противника відкривали вогонь збройні формування урядових сил Д. Дудаєва.
12 грудня колону федеральних військ було обстріляно із сторони станиці Ассиновська (Чечня). Серед російських військовослужбовців були втрати. Ассиновську оточили. Під селом Новий Шарой натовп блокував дорогу. У селах спротив виявляли загони місцевого ополчення, тоді як регулярні збройні формування ЧРІ, що також мали важке озброєння, базувались на півдні від населеного пункту Бамут.
Російські ж війська завдавали в ході бойових дій авіа- та артилерійських ударів (навіть з використанням касетних бомб) по мирних селах з місцевим населенням, чим призводили до ще більшої консолідації чеченців навколо Президента Ічкерії. Така тактика сприяла формуванням загонів ополченців в кожному із сіл, котрі були озброєні легким стрілецьким озброєнням: автоматами, кулеметами, гранатометами. В результаті такої тактики російські війська, що рухались із заходу були змушені зупинитись і перейти до позиційної оборони на кордоні Чечні по лінії Самашки — Давиденко — Новий Шарой — Ачхой-Мартан — Бамут. Таким чином в другій половині грудня російські війська зазнали втрат при висуванні до Грозного, залишивши вільними південно-західний і південний напрямки. 23 грудня російські війська вдалися до відчайдушної спроби відрізати Грозний від м. Аргун на сході. В результаті кровопролитних боїв (в ході яких вони відбили атаку чеченської бронетанкової колони) їм вдалося закріпитись в районі летовища в Ханкалі, розміщеному на південному сході від Грозного.
Війна викликала хвилю протестів в самій Росії. Зокрема близько 800 російських солдатів та офіцерів відмовились брати участь у військовій кампанії. 83 з них згодом були засуджені військовим трибуналом, а решта звільнені. На знак протесту проти війни у відставку подав заступник міністра оборони Борис Громов (ветеран війни в Афганістані). А також радник Єльцина Еміль Пайн. Один з командувачів російської армії на початку бойових дій — генерал Едуард Воробйов також згодом подав у відставку, а генерал Лев Рохлін відмовився від звання героя Росії за участь у чеченській війні.

### Битва за Грозний

Трупи російських солдатів, що загинули в Грозному під час новорічного штурму

Тисячі мирних жителів загинули під час тижневої серії масованих авіабомбувань та ракетних і артилерійських обстрілів, що передували штурму Грозного і стали наймасштабнішими з часів бомбардування Дрездена в роки Другої світової війни. В новорічну ніч з 31 грудня 1994 року на 1 січня 1995 року російське командування наважилось на потужний штурм чеченської столиці. План російського командування по захопленню Грозного полягав у тому, щоб просувати свої війська чотирма бронетанковими колонами у напрямку до Президентського палацу з подальшим його захопленням. Запорука успіху операції полягала у тому, що всі чотири колони мали досягнути Президентського палацу одночасно. Однак російські бронеколони були зупинені та блоковані чеченцями у різних районах Грозного. Бронетанкова атака, що була розрахована скоріше на досягнення ефекту залякування, була абсолютно безпорадною в міських умовах і зазнала краху. Чеченські вояки блокували росіян і майже без опору знищували їх, розстрілюючи бронетехніку з верхніх поверхів будинків та підвалів, а також шляхом ведення мінометного та гранатометного вогню через сусідні будівлі. Натомість неповороткі танки та бронетранспортери не мали можливості вести вогонь по верхніх поверхах будинків та по підвалах. Російські вояки, що вижили після чеченської атаки, намагались згуртуватись та відступивши зайняти кругову оборону в зайнятих ними будинках, але до 3 січня майже всі вони були знищені, а решта (яка відчувала нестачу не лише в боєприпасах, а й в їжі та навіть у питній воді) здалася в полон. Збройний опір росіян в Грозному припинився, а всі російські військові підрозділи, що увійшли до Грозного 31 грудня майже повністю загинули. Лише одиницям з числа російських солдатів вдалося пробитися з Грозного назад. Крім особового складу була знищена також майже вся російська бронетехніка. Лише протягом новорічного штурму чеченської столиці, що тривав з 31 грудня по 3 січня, загинуло до 4.000 російських вояків[джерело?]. Аслан Масхадов заявив, що за цей час знищено близько 400 російських танків та бронетранспортерів.
Слід зазначити, що російські силові міністри і виконавча влада приховували наміри штурму Грозного і запевняли суспільство і Держдуму в намірах політичного врегулювання конфлікту. Після такої тяжкої поразки, керівник прес-служби уряду Росії визнав, що російська армія під час новорічного наступу на Грозний мала втрати в живій силі і техніці. Але в той же час була поширена брехлива інформація про те, що російські війська оволоділи містом.

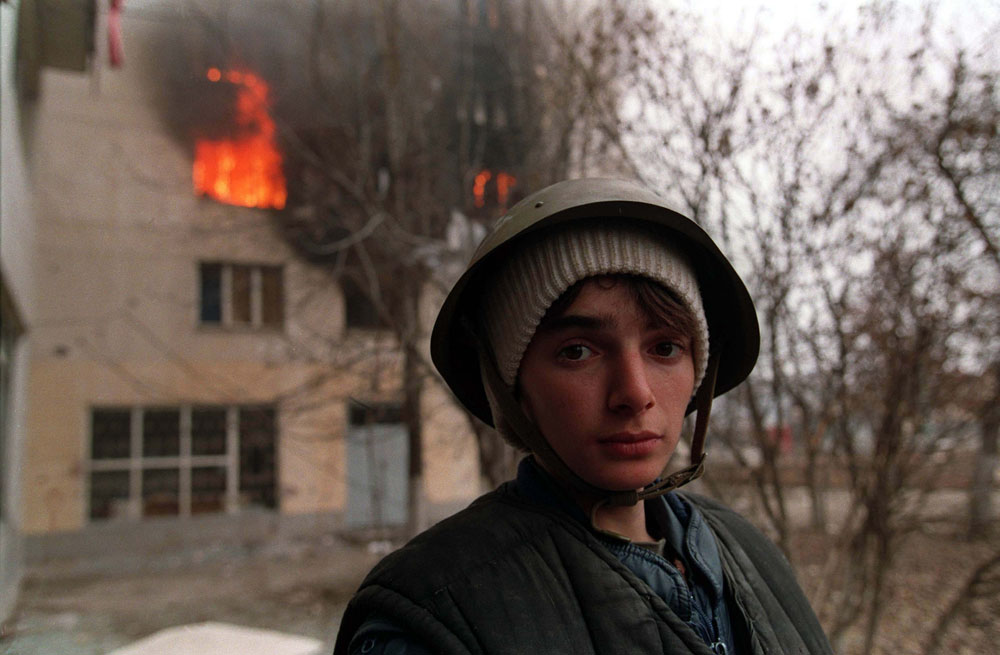
Чеченський хлопчик-ополченець у Грозному

Намагаючись виправдати вигадане, що видавалось за правду, російські війська відновили наступ на Грозний. Так 7 січня 1995 року російські війська провели перегрупування своїх сил і знову розпочали штурм Грозного з боку півночі і заходу в напрямку до центру міста. Угрупування «Північ» було підпорядковане генералу Л.Рохліну, угрупування «Захід» — генералу І.Бабічеву. Розпочалися кровопролитні і довготривалі бої за кожний квартал і кожний дім міста. Російські війська протягом майже двох місяців змушені були загрузнути у запеклих вуличних боях, втрачаючи тисячі бійців вбитими. Обидві сторони при цьому застосовували в місті артилерію, важкі міномети, установки залпового вогню. При цьому практично повністю руйнувалась частина міста, на яку вівся російський наступ. Це призводило до масових жертв серед мирного населення внаслідок російських масованих бомбардувань та ракетних обстрілів, в тому числі й з використанням антигуманних фосфорних бомб та термобаричних боєприпасів, що належать до зброї масового ураження використання якої заборонено міжнародними конвенціями. Така тактика на думку правозахисників свідомо використовувалась з метою вбивства якомога більшої кількості чеченських мирних жителів і є геноцидом. Подібний терор також використовувався для залякування цивільних чеченців.
Чеченські вояки мали перевагу над росіянами, оскільки майже всі володіли російською мовою та служили у радянській армії, однак вони були погано дисциплінованими і часто виконували накази лише своїх безпосередніх польових командирів. Тож здійснювати загальну координацію та командування чеченськими підрозділами у Грозному було нелегко. Проте командувачу оборони Грозного — Аслану Масхадову (ставка президента Джохара Дудаєва ще до початку штурму Грозного була перенесена у Шалі) це вдавалось зокрема й завдяки застосуванню військових хитрощів. 4—5 січня російським військовим частинам під командування генерала Рохліна (чисельністю близько 5.000 осіб) вдалося закріпитись у північній частині Грозного. Натомість чеченські війська розпочали відступ на південь міста. Попри це чеченцями контролювався центр міста та вся південна його частина. У цей час до Грозного підтягнулись додаткові військові частини з обох боків: чеченські добровольці та російські частини морської піхоти. 7 січня, на православне Різдво розпочинається масований штурм Президентського палацу, який обороняв гарнізон у близько 350 чеченських вояків та допоміжний підрозділ чеченської міліції чисельністю близько 150 осіб. Протягом тривалого часу усі російські атаки були безуспішними. 9 січня росіяни пішли на військову хитрість оголосивши про припинення вогню, а вже 10 січня розпочавши важкі бомбардування та обстріли Президентського палацу. Розгорнулись важкі бої навколо палацу. 18 січня після потужних авіаційних, ракетних та артилерійських обстрілів палацу, чеченські вояки на чолі з Масхадовим (які відчували нестачу боєприпасів, продовольства та питної води) до опівночі залишили Палац і відступили на південь Грозного. Після 18 днів оборони Президентського палацу від нього лишились лише руїни.
Надалі Аслан Масхадов вирішив використовувати річку Сунжа як природний оборонний рубіж. Підірвавши мости через річку чеченці тривалий час доволі ефективно використовували цей оборонний комплекс. Однак втративши багатьох солдатів на півночі Грозного росіяни зосередились на веденні артилерійського вогню по півдню чеченської столиці використовуючи понад 30.000 снарядів на день. 25 січня Джохар Дудаєв оголосив, що більше не буде звільняти російських полонених доти поки не буде укладено угоду про припинення вогню, зрештою така угода була укладена 8 лютого, після чого більшість чеченських військових підрозділів залишили Грозний відступивши на південь. 13 лютого було укладено ще одну угоду про припинення вогню, яка обмежувала використання важкої зброї — авіації та артилерії (хоча росіяни порушили і цю угоду вже 21 лютого). Загалом опір окремих чеченських підрозділів у Грозному тривав до 6 березня 1995 року.
Внаслідок бойових дій в Грозному, за оцінками російських правозахисників загинуло близько 35.000 мирних жителів з яких близько 5.000 дітей. Значна частина загиблих це етнічні росіяни, вони на відміну від чеченців (які могли переховуватись у тих з ким вони пов'язані родинно-племінними зв'язками), не мали де сховатись під час російських бомбардувань та обстрілів. За даними уповноваженого з прав людини при президенті Росії Сергія Ковальова за перші два місяці боїв загинуло 10 тисяч російських солдат (російське командування визнало втрати близько 2.000 осіб). За словами Аслана Масхадова за цей же період загинуло 12 тисяч російських вояків та 600 чеченських військовослужбовців.

### Бойові дії у 1995 році
Ще не досягши військових завдань щодо штурму Грозного, російські війська перейшли до наступного етапу військової операції — встановленню військового контролю над всією територією Чечні. З цією метою фронтова авіація проводила масовані бомбардування чеченських населених пунктів — Шалі, Бамута, Чечен-Аула, Мехлі-Юрта і поширила свої бомбардування на села Інгушетії. Після падіння Грозного російська армія продовжила свій наступ на всіх напрямках. 10 березня розпочалась облога Бамута в ході якої маленький гарнізон чеченських військових (за оцінкою російської журналістки Юлії Латиніної — близько 100 осіб) більше року тримався в облозі завдаючи значних втрат (до 1.000 осіб убитими) росіянам. Існують також інші дані, за якими у ході операції чеченські загони втратили понад півтисячі осіб. Чисельність угруповання російських військ у Чечні та поблизу її кордонів складала, за станом на середину березня, близько 200.000 чоловік. Угруповання військ МВС нараховували до 18.000. Після падіння Грозного основні сили чеченської армії розділилися на два угруповання: західне, що займало лінію оборони, яка проходила через Самашки — Бамут — Асіновська, і східне, яке утримувало лінію оборони Аргун — Гудермес — Шалі. Східне угруповання вважалось основним. Російські війська були сформовані в два угруповання: «Північ» і «Південь». Угруповання «Південь» протистояло західному угрупованню чеченських збройних сил. Група «Північ» під командуванням І. Бабічева протистояла східному угрупованню чеченських військ. За даними військової розвідки російських військ, на середину березня чеченська армія мала 30 танків і 15 РСЗВ. На цьому етапі оборони Чечні планувалось організувати оборону Аргуна, Гудермеса, Шалі й Ачхой-Мартановського району. Відповідно до інформації чеченської сторони, у Гудермес російська війська були пропущені з тактичних міркувань, після чого почалися безперервні атаки, спроби розчленовування й оточення окремих підрозділів російських військ. За даними з чеченських джерел, тільки за 1—2 квітня під Гудермесом і в самому місті росіяни втратили 43 бронемашини. В цей час було скоєно один з найжахливіших військових злочинів чеченської війни — Самашську різанину, коли після захоплення села Самашки російські військові вчинили масове вбивство мирного чеченського населення, за різними даними було вбито до 300 цивільних чеченців. 30 травня Рада польових командирів Чеченської Республіки Ічкерії поставила перед Джохаром Дудаєвим вимогу ухвалити рішення про перенесення бойових дій на територію Росії. Натомість ставка чеченського командування була евакуйована з оточеного Шалі (під час штурму якого росіянами застосовувались касетні бомби) до міста Аргуна, а звідти до Вєдєно. Згодом штаб-квартира чеченського керівництва надовго переноситься до селища Дарго.
Однак, маючи успіх на окремих локальних ділянках, чеченським військам не вдалося переломити ситуацію в цілому. Після падіння Аргуна, Гудермеса і Шалі практично вся Чечня була розділена на окремі зони, а лінія фронту, являла собою сукупність не дотичних одна з одною дуг, що охоплювали населені пункти. Коли ця дуга переходила в кільце, населений пункт порожнів. Бійці Чеченської армії виходили з оточення і розосереджувалися в найближчих околицях. Після входу російських військ у населені пункти картина змінювалася на протилежну. Чеченці відсікали частини російських військ одну від одної, у міру можливості оточували і вели вогонь на враження. Артилерія російських військ у таких випадках виявлялася марною. Навколо укріплених пунктів обома сторонами встановлювалась велика кількість мін. Таким чином, у Чечні мала місце широкомасштабна мінна війна. В цей період дії чеченських збройних формувань стримувались вимогами мирного населення покинути населені пункти з тим, щоб вони не піддавались систематичним бомбардуванням з боку російських військ. Рахуючись з вимогами населення чеченські збройні сили не могли використовувати населені пункти для побудови укріпленої позиційної оборони. Відтак, вони втратили свою головну перевагу — можливість вести з силами російських військ ближній бій, де вони були значно досконалішими за росіян. З іншого боку, такий недолік чеченців давав росіянам змогу використовувати свої переваги у важких озброєннях і абсолютне домінування в повітрі. В цей час значно посилюється дисципліна чеченських військовослужбовців, а поведінка кожного чеченця і його покарання у випадку провинності визначаються за законами шаріату. Незважаючи на певні успіхи росіян у рівнинній Чечні, в горах, де бої ведуться з надзвичайною запеклістю, їм не вдається успішно розвивати події на свою користь.
Під тиском Державної думи та громадськості російське керівництво на чолі з Борисом Єльциним змушене було розглядати можливість ведення переговорів. Наближалось 50-річчя перемоги над гітлерівською Німеччиною у Другій світовій війні. Продовження бойових дій в Чечні могло серйозно зашкодити престижу Росії на міжнародній арені і завадити лідерам провідних країн прибути на свята в Москву. У зв'язку з цим, Б. Єльцин підписав Указ щодо нормалізації обстановки в ЧР за яким оголосив мораторій на бойові дії в Чечні з 28 квітня по 11 травня 1995 року. Попри те, що під час підписання Указу відбулись переговори між генералами Г. Трошевим та А. Масхадовим з блоку воєнних питань, російські війська продовжували обстріл населених пунктів. Схильність чеченського військового командування до переговорів, була зумовлена бомбардуванням мирних селищ і методичним руйнуванням населених пунктів Чечні. На переговорах чеченська сторона намагалась досягти домовленостей з виконання норм гуманітарного права за принципом «обстрілюйте і бомбардуйте бойові позиції, лінію фронту, бази військових формувань, але не чеченські міста і села».
Після закінчення мораторію 12 травня 1995 року, росіяни розпочали широкомасштабний наступ на передгірські села Бамут, Орехове на заході Чечні, а також на Сержень-Юрт і Чірі-Юрт на півдні, з метою вийти у Веденський і Шатойський гірські райони. Авіація відновила бомбо-штурмові удари по гірських селах, що знову призвело до великих жертв серед цивільного населення. Але незважаючи на методичні бомбардування цих районів, російські війська зіткнулись з досить сильним опором чеченських формувань. Наступ російських військ припинився, зав'язались запеклі і довготривалі позиційні бої. Під кінець другого періоду компанії конфлікт знову перейшов в стадію ескалації збройної боротьби. З другої половини травня по першу половину червня російські війська постійно атакували позиції чеченських збройних загонів в гірських та передгірських районах. 28 травня російські війська продовжили наступ на позиції збройних сил ЧРІ в Шатойській ущелині в районі Бачи-Юрт, Агішти, Орехове, Бамут.
Незважаючи на запеклі бої та відчайдушні зусилля, за три дні наступу росіянам вдалося просунутись в гори тільки на 15 км. 31 травня вони кинули в наступ нові резерви для того, щоб прорвати позиційну оборону чеченців в районі Агішти, Улус-Керт, Сержень-Юрт. 3 червня російським військами з боями був зайнятий районний центр Ведено, але на інших напрямках їм так і не вдалось просунутись в глибину оборони чеченської сторони. 4 червня позиції чеченських збройних сил були піддані масовим ракетно-бомбовим ударам російської авіації в Аргунській ущелині. 5 червня знову розгорнулись запеклі бої в передмістях районних центрів Шатой, Кожай-Юрт, селища Бамут. Збройна боротьба вдруге досягла кульмінаційної стадії. 7—9 червня російським військам вдалось закріпитись за 17—20 кілометрів від головних баз чеченського опору — Шатой і Кожай-Юрт.

10 червня, після перегрупування сил, наступ російських військ знову відновився. В тил позицій чеченської армії був викинутий повітряний десант. Запеклі бої розгорнулись з новою силою. 12 червня гірські населені пункти з мирними жителями знову були піддані масованим бомбардуванням з повітря. У відповідь один з польових командирів Руслан Гелаєв заявив, що якщо російська авіація не припинить бомбардування гірських сіл, то він буде розстрілювати російських полонених. Саме в цей час розпочала свою роботу в Чечні місія такої міжнародної організації як ОБСЄ. З самого початку група ОБСЄ поставила за мету сприяти мирному врегулюванню конфлікту. Але з боку Росії домінуючою залишилась тенденція до ескалації бойових дій і розв'язання конфлікту шляхом досягнення повної перемоги над чеченськими збройними силами і капітуляції чеченської сторони. Тенденцію воєнного розв'язання конфлікту поділяли в цей період не тільки військові, але і політики. Зокрема прем'єр РФ Віктор Черномирдін з цього приводу в Раді Федерацій заявив: 
|  | “Не потрібно розглядати чеченське питання, це питання військових і не потрібно посилати туди ніяку комісію". |

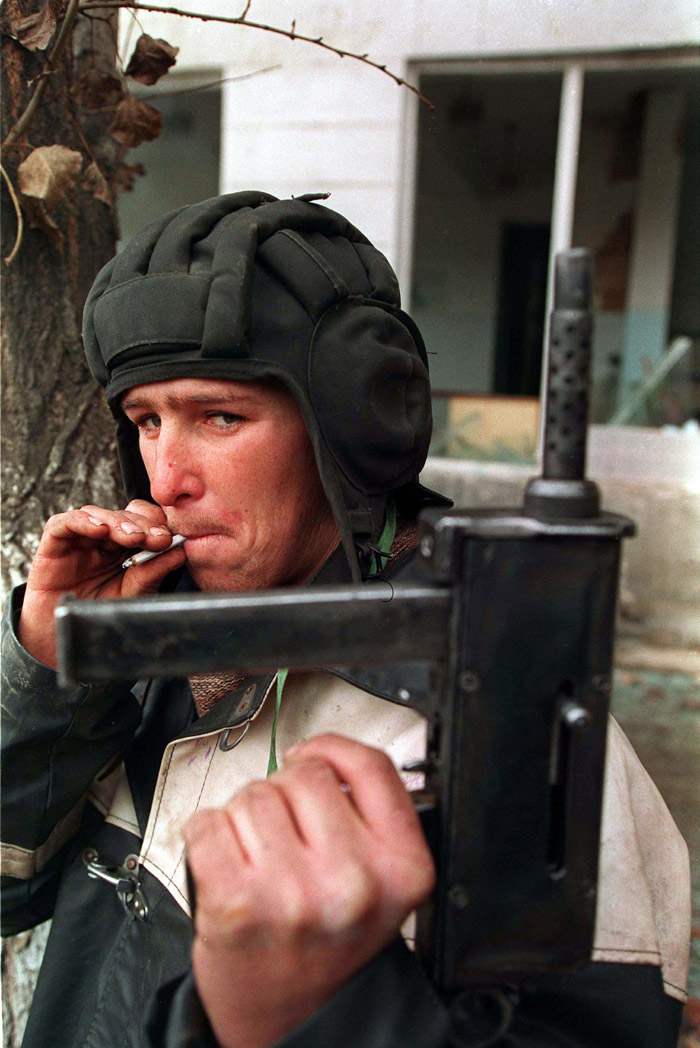
Чеченський ополченець з автоматом чеченського виробництва — Борз

В середині червня, внаслідок атаки Шаміля Басаєва на Будьонівськ, укладається чергова угода про припинення вогню та починаються переговори між російським та чеченським керівництвом. 19 червня 1995 року під егідою ОБСЄ розпочався перший раунд переговорів між російською та чеченською сторонами, під час яких була досягнута домовленість про продовження мораторію на бойові дії на невизначений термін. З 27 по 30 червня під егідою ОБСЄ відбувся другий раунд переговорів між російською і чеченськими делегаціями, де була досягнута принципова домовленість про обмін усіма полоненими, роззброєння збройних сил ЧРІ, виведення російських військ і проведення вільних виборів. Була визначена дата виборів в Чечні: 5 листопада 1995 року. В розвиток зазначених домовленостей російська сторона запропонувала Д. Дудаєву «нульовий» варіант, згідно з яким його уряд і керівництво разом з маріонетковим керівництвом Москви в Чечні мало піти у відставку до виборів, а як тимчасовий орган управління сформувати коаліційний уряд.
Розвиток мирного процесу врегулювання конфлікту відбився на протистоянні законодавчої і виконавчої гілок вищої федеральної влади в Росії. Він значно посилив позиції Держдуми, яка весь час схилялась до мирного політичного шляху вирішення чеченської проблеми. Великою перемогою російського парламенту в політичній боротьбі з Б.Єльциним стало рішення Конституційного суду РФ що до конституційності указів президента РФ про невідповідність Постанови уряду РФ від 9 грудня 1994 року «Про забезпечення державної безпеки, територіальної цілісності РФ, законності, прав і свобод громадян, роззброєння незаконних збройних формувань на території Чечні і прилеглих районах Північного Кавказу» Конституції РФ. Це рішення не тільки вдарило по іміджу виконавчої президентської гілки влади в Росії, але й підірвало легітимність ведення бойових дій російськими військами в Чечні. Натомість разом з передвиборчою компанією посилилось протистояння між російськими військами і чеченською стороною за контроль над населеними пунктами. Виникла ситуація, коли кожна із сторін розміщувалась на одній і тій же території і заявляла про свій контроль над нею.
Чеченська сторона в результаті такої логіки розвитку конфлікту виявилась в вигіднішому положенні. Можливість чеченських бійців повернутись в свої села і сформувати там загони самооборони дозволила їм при підтримці місцевого населення встановити свій контроль над більшою частиною населених пунктів Чечні. В цей час обидві сторони займаються перегрупуванням сил.
В чеченській армії відбувається ротація і залучення до підрозділів ополчення нових бійців. Загальна чисельність чеченських військовослужбовців за офіційними даними чеченського командування досягла тоді 10 тисяч, серед яких було немало дітей та жінок. У цей період активні бойові дії майже не відбуваються, натомість чеченськими збройними силами ведеться переважно партизанська боротьба у веденні якої вони досягають вершин воєнної майстерності[джерело?]. Однак 6 жовтня було скоєно замах на командувача російськими військами в Чечні Анатолія Романова, внаслідок чого той протягом багатьох років перебував у комі. У замаху підозрювали[джерело?] радикально налаштованих російських військових чи представників російських спецслужб, які прагнули не допустити укладання миру між Росією та Чеченською республікою та виведення російських військ. Після замаху мирні переговори припиняються і воєнні дії поновлюються з новою силою. Російська авіація відновила бомбардування Чечні, зокрема бомбардування чеченської ставки у селах Дарго та Белатой. З 14 по 17 грудня в Чечні пройшли вибори, які супроводжувались масовими порушеннями і фальсифікацією, оскільки вони проводились під безпосереднім силовим тиском тих збройних підрозділів котрі контролювали конкретні населені пункти.
18 грудня Центральна виборча комісія ЧР оголосила, що вибори відбулись, оскільки в виборах за її повідомленням узяли участь понад 60 % населення і за результатами виборів главою Чеченської Республіки обрано Доку Завгаєва. За повідомленням опонентів, із 300 населених пунктів Чечні 200 заявили про те, що на їх території вибори не проводились. 14 грудня 1995 року військові частини чеченської армії, зайняли ряд великих населених пунктів Чеченської республіки. Зокрема були зайняті Шатой, Новогрозненськ, Ачхой-Мартан, Урус-Мартан та Гудермес. Лише Урус-Мартан було взято без бою. В решті населених пунктів відбулися збройні зіткнення, а у Гудермесі вони переросли у важкі бої, які в ході півторатижневої битви завершились лише 25 грудня, коли росіянам вдалося витіснити чеченську армію з міста.

### Бойові дії у 1996 році
Командувач російськими об'єднаними силами в Чечні генерал-лейтенант В. Тихомиров заявив, що переговори під егідою ОБСЄ були роковою помилкою і що в наступному російськими військами планується відновлення повного контролю російських військ над переважною більшістю населених пунктів і території Чечні, та остаточне знищення чеченських збройних формувань. Але в умовах, коли збройні підрозділи ЧРІ розчинились серед мирного населення, російські війська втратили свої переваги у важких озброєннях і були змушені розпорошити свої сили на безліч нечисленних маленьких блокпостів.
В такій ситуації у веденні війни вони вдалися до тактики «спаленої землі». Така тактика передбачала, з одного боку, перетворення в руїни мирних населених пунктів і селищ Чечні, з іншого — «жорсткі зачистки» того населення в цих населених пунктах, яке ще залишилось живим після масованих бомбардувань і обстрілів. При проведенні таких операцій російські збройні сили вдавалися до захоплення заручників з числа мирних чеченських жителів. Так 14 березня 1996 року російські війська блокували селище Самашки, де знаходився збройний загін ЧРІ під командуванням Х. Хачукаєва. Під час переговорів була досягнута домовленість про мирне вирішення ситуації. Але вранці 15 березня росіяни розпочали штурм села з використанням бронетехніки, артилерії, бойових вертольотів і фронтової авіації, при цьому використовувались вакуумні бомби. Російські війська наступали під прикриттям «живого щита» з мешканців села.
Подібний терор проти мирного населення Чечні додавав підтримки збройним формуванням ЧРІ. У лютому російськими військами було відкрито вогонь по мирній демонстрації на підтримку чеченської незалежності в Грозному. А 15 лютого було підірвано рештки Президентського палацу в Грозному — символу визвольної боротьби чеченців. У 1996 році бойові дії відбувались також у сусідніх з Чечнею республіках — Інгушетії та Дагестані. Зокрема після рейду Салмана Радуєва на Кизляр з метою знищення військового аеродрому, між чеченськими військовими та російською армією розгорілись жорстокі бої у дагестанському селі Первомайському, що викликало сплеск невдоволення російськими діями в дагестанській республіці, населення якої і без того співчувало чеченській визвольній боротьбі. Після цього головний муфтій Чечні Ахмад Кадиров оголосив Джихад — священну війну на захист мусульманської віри, що відкрило шлях до чеченських збройних сил великій кількості мусульманських добровольців з усього світу. Після Дагестану настала черга й Інгушетії — 22 лютого російські війська намагались обійти з тилу Бамут в ході його облоги через Ассиновську ущелину в Інгушетії. Однак росіяни були зупинені чеченською армією біля села Галашки де розгорнулись запеклі бої внаслідок яких росіяни були розбиті і відступили. В Інгушетії російські солдати скоїли безліч вбивств цивільного інгушського населення та навіть вбили інгушського міністра охорони здоров'я. Ними також були скоєні численні зґвалтування та інші злочини. Через активні протести президента Інгушетії — Руслана Аушева, російське керівництво розпочало вивід військ з Ассиновської ущелини. Натомість наслідком війни стало те, що уряди суб'єктів російської федерації, один за одним приймали рішення про обмеження участі своїх жителів у збройних конфліктах на території РФ і взагалі за межами своїх суб'єктів федерації.
Протягом всього року тривали активні бойові дії на території Чечні, які особливо запеклими були в південних гірських районах Чечні та на Заході країни в районі Бамута, який російська армія не могла взяти більше року. В ході облоги Бамута відбулось безліч військових операцій ініційованих як російською так і чеченською стороною. Особливо жорстокі бої велись в ході битви за Гойське, яке зайняли чеченські підрозділи під командуванням Ахмеда Закаєва. Росіянам вдалося оволодіти Гойським лише після його масованих шестиденних бомбувань та артобстрілів. 6 березня чеченською армією (підрозділом чисельністю близько 1500 вояків) під командуванням Аслана Масхадова було зайнято більшу частину Грозного, в якому чеченські військові захопили склади зі зброєю та боєприпасами. У боях в селах Самашки та Старий Ачхой російські військові потрапили в засідку зазнавши великих втрат. 16 квітня в ході російської наступальної операції поблизу Шатоя біля Яришмарди потрапила в засідку і повністю загинула російська колона 245 мотострілецького полку (загинуло більше 200 осіб[джерело?]). Поблизу Вєдєно потрапивши в подібну засідку зазнав значних втрат інший російський підрозділ. 17 квітня чеченський підрозділ чисельністю 350 солдатів під командуванням Аслана Масхадова зайняв Шалі і проголосив його новою столицею Чечні. Після тривалої блокади, що тривала до 6 травня, чеченці залишили місто.
Військові поразки та дедалі більші втрати російської армії викликали все більше невдоволення російського суспільства. І президент Єльцин не міг не дослухатися до побажань громадськості напередодні президентських виборів. Навіть вбивство президента Ічекерії Джохара Дудаєва 22 квітня 1996 року не послабило боєздатність чеченської армії. А взяття Бамута 24 травня, який протягом року обороняло близько 100 чеченських вояків, не могло переважити великої кількості військових невдач. Тож Борис Єльцин змушений був учергове розпочати мирні переговори з урядом Чеченської держави. Чеченську сторону на переговорах представляв виконувач обов'язків президента Чеченської Республіки Ічекерії виконував Зелімхан Яндарбієв (за конституцією як віцепрезидент). 28 травня було укладено угоду про припинення вогню з 1 червня. На другий день переговори мали бути продовжені. Але, підкоряючись законам передвиборчої політичної реклами, Єльцин, залишивши без відома чеченську делегацію в Москві, вилетів у Чечню, в селище Правобережне, а потім в аеропорт «Північний», де, з нагоди укладання російсько-чеченської угоди, незважаючи на фактичну російську військову поразку, привітав російських військовослужбовців з перемогою в чеченській війні. Потім знову повернувся в Москву.
Політичне шоу відбулось, що безумовно додало прихильників щодо переобрання Єльцина на повторний президентський термін. Однак до середина літа стало зрозумілим, що порозуміння знайдено не буде і нових військових дій не уникнути. В той час коли основні сили російської армії перебували на півдні Ічкерії, чеченське командування готувалось до операції по звільненню від росіян Грозного та інших великих міст Чеченської республіки у центрі країни.

### Розгром російських військ в ході операції «Джихад»
6 серпня 1996 року невеликий підрозділ чеченської армії чисельністю близько 1.000 солдатів увійшов до Грозного. На цей час в столиці Чечні знаходилось угруповання російських військ, що нараховувало до 20 тисяч бійців, близько 200 одиниць бронетехніки та багато іншого важкого озброєння[джерело?]. Однак незважаючи на чисельну перевагу росіян чеченцям вдалося протягом кількох годин захопити майже весь Грозний та всі його ключові об'єкти, блокувавши та оточивши при цьому російські війська. Чисельність самих чеченських військових з'єднань поволі зростала за рахунок підходу додаткових частин до Грозного та за рахунок переходу на їхній бік частин завгаєвської міліції. В той самий час чеченською армією були зайняті інші найбільші чеченські міста — Аргун, Гудермес, а згодом і Шалі. При цьому в Аргуні російські військові зуміли втримати лише будівлю військової комендатури, а Гудермес був взагалі зданий ними без бою.
В Грозному кілька груп оточених російських військових вдалися до терористичних дій і захопили в заручники 500 мирних жителів Чечні в грозненській лікарні. Натомість військове командування росіян не поспішало надавати допомогу своїм оточеним частинам в Грозному сподіваючись на те, що чеченські війська здійснили короткотерміновий рейд і незабаром підуть з міста. Лише 7 серпня відбулась спроба прориву в Грозний російської бронеколони, яка, однак, зазнавши великих втрат (в кількасот осіб) змушена була відступити. Загалом в цей період в Грозному загинуло близько 1.000 російських солдатів, тисячі здалися в полон чеченцям або були роззброєні ними[джерело?]. Лише 11 серпня одній з російських військових колон вдалося пробитись до оточених та здійснити вивіз поранених.
14 серпня все місто фактично контролювалось чеченською армією. Однак незважаючи на присутність у місті до 200 тисяч мирних жителів та присутність певної кількості російських військовослужбовців, 19 серпня російський генерал Констянтин Пуліковський заявив, що якщо чеченські війська не залишать Грозний протягом 48 годин то місто буде зрівняне з землею за допомогою стратегічних бомбардувальників (які до цього не використовувались у Чечні) та балістичних ракет. Ця заява викликала паніку в Грозному серед місцевих мешканців, які поспішили залишити місто. Однак представник президента Росії в Чеченській республіці — Олександр Лебедь, що особисто прибув до Чечні, зумів зупинити кровопролиття та розпочати мирний переговорний процес.
22 серпня Лебедь назвав ультиматум Пуликовського «поганим жартом». Зрештою після восьмигодинних переговорів Лебедя та Масхадова 31 серпня 1996 року у Хасав'юрті було укладено мирну угоду, за якою російські війська повністю повинні були бути виведені з Чеченської Республіки Ічкерії до 31 грудня 1996 року, а положення про міждержавні стосунки між Чеченською республікою та Російською Федерацією відкладались до 2001 року. Отже, російською стороною фактично визнавалась незалежність Чечні, а юридичне оформлення визнання її незалежності відкладалося до 2001 року.
Після цього настав період закріплення миру, протягом якого до 31 грудня 1996 року було завершено виведення всіх російських військ з території Чечні. 27 січня 1997 року в Чечні відбулись президентські і парламентські вибори. Президентом Чеченської Республіки Ічкерії став Аслан Масхадов. 12 травня 1997 року в Москві Борис Єльцин і Аслан Масхадов підписали Договір про мир і принципи взаємовідносин між Російською Федерацією і Чеченською Республікою Ічкерія, де остання визнавалась як суб'єкт міжнародного права, тобто як незалежна держава. Мирний договір остаточно закріпив воєнні і політичні результати чеченського конфлікту 1994—1996 років, в якому Росія отримала нищівну воєнну поразку.

### Втрати
Згідно з офіційними російськими даними російська армія втратила убитими та зниклими близько 5.500 вояків. Однак на думку більшості дослідників ці дані є заниженими у багато разів. Найімовірнішою є цифра у 20.000-50.000 убитих російських солдатів, яку і називають більшість незалежних дослідників. Існують дані, що російське керівництво не вносило у списки втрат військовослужбовців-контрактників (яких часто набирали з безробітних та безпритульних).
Варто також відзначити, що 83 % військовослужбовців, які воювали у Чечні, походили з сільської місцевості. Загиблих з їх числа, так само як і вихованців дитячих будинків ймовірно не вносили до офіційних списків втрат, оскільки імовірність того, що дані про них як про зниклих безвісти в Чечні дійдуть до широкої громадськості та засобів масової інформації дорівнювала нулю. Цілком імовірно, що саме таким чином свого часу були занижені радянські втрати в Афганістані, де за деякими оцінками офіційні дані про втрати були занижені більш ніж у десять разів. За даними російського комітету солдатських матерів лише солдатів регулярних частин строкової служби (не рахуючи контрактників та частин спеціальних служб) загинуло 14.000 вояків. За чеченськими офіційними даними втрати російської армії склали до 80.000 убитими.
Втрати чеченської армії за офіційними чеченськими даними склали близько трьох тисяч військовослужбовців, зокрема тривалий час офіційною була цифра у 3800 загиблих чеченських військовослужбовців, однак у 2000 році Аслан Масхадов заявив про 2870 загиблих. Однак варто зазначити, що ці цифри можуть враховувати не всі бойові втрати, оскільки деякі підрозділи ополчення формувались на місцях з місцевого населення, часто в ході бойових дій, і точних даних про них офіційні представники Чеченської Республіки Ічекерії не мали. Незалежні дослідження подають втрати чеченської армії від 2500 до 4000 убитих солдатів.
Втрати серед мирного населення Чечні склали, за різними оцінками, до 120 тисяч убитими. Олександр Лебедь, який укладав Хасав'юртський мир з російського боку, свого часу заявив про 80-100 тисяч убитих мирних мешканців Чечні та 240 тисяч поранених.

### Російські військові злочини
Будь-яка війна з позицій гуманізму є злочином. Міжнародні правозахисні організації звинувачують безпосередньо російську сторону щодо неадекватного застосування сили до, під час та після Першої Чеченської війни, внаслідок чого гинули переважно мирні мешканці; при цьому подібні наслідки усвідомлювались російським військовим керівництвом, а отже їхні дії були навмисними і спрямовувались на винищення саме мирного населення[джерело?]. Під час бойових дій відбувались прямі погроми і різанина чеченського цивільного населення, зокрема під час Самашської різанини у 1995 році. Російські вояки нерідко вдавались до захоплення заручників з числа мирних чеченців, зокрема в Самашках у березні 1996 року та у Грозному у серпні 1996 року. Після завершення бойових дій правозахисниками було знайдено безліч масових поховань чеченців, серед яких було немало людей зі слідами катувань та знущань. У фільтраційних таборах створених росіянами тримались переважно мирні чеченці, що зазнавали там нелюдського поводження, яких там катували і вбивали. Російські військові нерідко викрадали чеченських жителів і згодом вимагали викуп у їхніх родичів. Обома сторонами конфлікту практикувались катування та страти військовополонених. Згідно з заявами Сергія Говорухіна, опублікованими в російській газеті «Газета», російськими військовими, що діяли в Чечні, було вбито близько 35 000 цивільних осіб з числа етнічних росіян, більшість з яких — під час обстрілу Грозного.

### Участь українських добровольців
Джохар Дудаєв призначив представником Ічкерії в Україні Руслана Бадоєва. На пресконференції в штабі УНСО він заявив — «якщо буде взята Чечня, Україна втратить Крим». Грозний відвідали три делегації УНА-УНСО, в результаті було ухвалено рішення про участь у війні. Формування загону УНСО «Вікінг» розпочав Олександр Музичко (Білий). Український загін брав участь у боях за Грозний та в Облозі Бамута. Загалом кількість добровольців оцінюється 30-35 осіб з орієнтовно 5-7 загиблими.

### Хронологія основних подій
- 12 грудня — 22 грудня 1994 — Битва за Долинське в ході якої росіяни були зупинені на підступах до Грозного і змушені були перейти до оборони, втративши в битві убитими сотні своїх солдатів.
- 28 грудня 1994 — Битва за Ханкалу
- 31 грудня 1994 — 6 березня 1995 — Битва за Грозний
- 15 лютого — 23 лютого 1995 — Битва за Аргун
- 10 березня 1995 — 24 травня 1996 — Облога Бамута
- 7 квітня — 8 квітня 1995 — Різанина в Самашках[47], — вбивство російськими військовими до 300 мирних чеченських жителів у селі Самашки. Щодо втрат як серед мирного населення та власне, самих подій, існують різні дані.[35][36][37][48][49]
- 14 червня — 19 червня 1995 — Рейд на Будьонновськ Шаміля Басаєва, захоплення лікарні та заручників з числа мирних жителів[50][51][52].
- 14 грудня — 26 грудня 1995 — Битва за Гудермес що розгорілась внаслідок зайняття чеченською армією Гудермеса, а також Шатоя, Новогрозненська, Ачхой-Мартана та Урус-Мартана.
- 9 січня — 18 січня 1996 — Рейд на Кизляр Салмана Радуєва, захоплення військового летовища та лікарні із мирними жителями як заручниками та «живим щитом»[53][54].
- 22 лютого — 23 лютого 1996 — Бій біля Галашок в Інгушетії внаслідок якого російські війська була розбиті і змушені відступити, не змігши прорватись до Бамута.
- 6 березня — 8 березня 1996 — Операція «Відплата» зайняття Грозного чеченськими військами.
- 14 березня — 15 березня 1996 — Битва за Самашки — спроба захоплення села Самашки російськими військами в ході якої росіяни вдались до терористичних дій захопивши у заручники місцевих мирних чеченських мешканців і використовуючи їх як живий щит у бою[19][55][56].
- березень — квітень 1996 — Битва за Гойське
- 16 квітня 1996 — Бій біля Яришмарди загибель російської колони 245 мотострілецького полку в ході наступальної операції на Шатойському напрямку. В результаті бою росіяни втратили вбитими понад 200 солдатів.
- 6 серпня — 20 серпня 1996 — Операція Джихад зайняття чеченською армією Грозного та інших великих міст Чечні — Гудермеса, Аргуна, Шалі, що стало повним розгромом російських військ в ході війни. Оточені та розгромлені російські військові у відчаї вдалися до терористичних дій і захопили близько 500 заручників з числа чеченських мирних жителів у Грозненській лікарні[42][56].
- 31 серпня 1996 — Хасав'юртський мир
- 31 грудня 1996 — Завершення виведення російських військ з Чечні.